# Corynabutilon ochsenii
Corynabutilon ochsenii, con el nombre común de huella chica, abutilon, abutilon de Valdivia,es una especie de planta fanerógama perteneciente a la familia  Malvaceae originaria de Chile. 

## Descripción
Es un arbusto perennifolio que alcanza un tamaño de 1,5-2 m de altura. Las hojas de 3,5-7 x 5 cm de largo, alternas, acorazonadas, con 5 lóbulos, margen dentado, lámina con pelos estrellados en el envés y cubierta por pelos simples en el haz; pecíolos de 6 cm de largo. Estípulas con pelos estrellados. Flores solitarias o de a dos, violetas; floración entre octubre y febrero. El fruto es una cápsula, oval y aplanada con 12-14 semillas arriñonadas, de 2 mm en diámetro.

## Distribución y hábitat
Es un arbusto endémico de Chile que se distribuye desde la IX Región (provincia de Malleco) hasta la
X Región de Los Lagos (provincia de Osorno). Crece dentro del tipo forestal Roble-Raulí-Coigüe, en los  remanentes originales del bosque de Roble-Laurel-Lingue. Se distribuye desde el nivel del mar
hasta los 600 m en la parte sur de su distribución en la Cordillera de la Costa. Crece en hábitats de las tierras bajas sobre suelos volcánicos profundos, que son conocidos localmente como trumao.

## Taxonomía
Corynabutilon ochsenii fue descrita por (Phil.) Kearney  y publicado en Leaflets of Western Botany 5: 190. 1949.
Sinonimia
- Abutilon garckei Baker f.
- Abutilon ochsenii (Phil.) Phil.
- Abutilon ochsenii var. stellaris Reiche
- Anoda ochsenii Phil.[3]